# Assem Salam
Assem Salam (né à Beyrouth en 1924 mort le 5 novembre 2012 dans sa ville natale) est un homme politique et un architecte libanais.

## Biographie
Diplômé de l’Université de Cambridge, il enseigna jusqu’en 1977 à l'Université Américaine de Beyrouth. Plusieurs de ses réalisations architecturales, notamment des bâtiments administratifs comme le Sérail de Saida, le ministère du Tourisme à Sanayeh face à la Banque du Liban à Beyrouth, ou encore la mosquée Khachoogi face au Bois des Pins à Beyrouth, sont considérées comme remarquables ,. Ces bâtiments se distingue par un style recherchant la synthèse entre le modernisme (notamment l'utilisation du béton) et des motifs et des formes issues de la tradition islamique. Le traitement des ouvertures sous forme d'arcs géographiques est représentatif de cette orientation. Il a théorisé son approche dans diverses conférences, notamment une intervention au Cénacle libanais en 1957.
Président de l’Ordre des Ingénieurs libanais entre 1995 et 1999, il a occupé auparavant les postes de membre du Conseil supérieur du Plan au sein du ministère du Plan entre 1961 et 1977, membre du Conseil supérieur de l’Aménagement urbain (1964 – 1986), membre du Conseil du Développement et de la Reconstruction (1977 – 1983) et membre du comité de reconstruction du centre-ville commercial de Beyrouth (1977 – 1986).
Membre d’une grande famille politique beyrouthine, qui compte notamment l’ancien premier ministre Saëb Salam, il critiqua avec d'autres intellectuels comme Jad Tabet, lui aussi futur président de l'Ordre des ingénieurs libanais, la philosophie de la reconstruction de Beyrouth engagée par la société SOLIDERE et l’ancien Premier ministre Rafiq Hariri.

## Vie politique
Depuis 2001, il fut membre fondateur du Mouvement du renouveau démocratique dirigé par Nassib Lahoud et conserva jusqu'à sa mort une grande influence au sein de l’Ordre des Ingénieurs.